# Eastville (Lincolnshire)
Pour les articles homonymes, voir Eastville.
Eastville est une paroisse civile et un village du Lincolnshire, en Angleterre.